# خوسيه ماريا دياز
خوسيه ماريا دياز (بالإسبانية: José María Díaz) هو صحفي وكاتب إسباني، ولد في 1813 في كاراكاس في فنزويلا، وتوفي في 1888 في مدريد في إسبانيا.